# Philipp Bickel

Philipp Bickel an seinem 60. Geburtstag

Philipp Bickel (* 7. September 1829; † 9. November 1914 in Kassel) war ein Schriftsetzer, baptistischer Theologe und Publizist.

## Leben
Bickels Eltern sind der Landwirt Philipp Peter Bickel und die Tochter eines reformierten Pfarrers an der badischen Bergstraße, Margarethe Rutz. Er erlernte den Beruf des Schriftsetzers und wanderte 1848 in die Vereinigten Staaten aus. Hier fand er Kontakt zu einer Baptistenkirche und wandte sich aufgrund innerer Umkehr dem Christentum zu. Er sammelte erste Erfahrungen in der praktischen Gemeindearbeit und entschloss sich, Geistlicher zu werden. Bickel immatrikulierte sich deshalb 1852 am Predigerseminar der deutschsprachigen Baptisten in Rochester im US-amerikanischen Bundesstaat New York. Nach dem erfolgreichen Studienabschluss im Jahre 1855 arbeitete er zunächst als Gemeindepastor, dann als Redakteur einer deutschsprachigen christlichen Zeitschrift und ab 1870 als Leiter des baptistischen Publikationshauses in Cleveland (Ohio).
1878 kehrte Philipp Bickel nach Deutschland zurück. Er hatte den Auftrag erhalten, die Geschäftsführung des J.G.Oncken-Verlages zu übernehmen. Gleichzeitig übernahm er die mit dem Oncken-Verlag verbundene deutsche Agentur der Schottischen Bibelgesellschaft. Zu seinem neuen Tätigkeitsfeld gehörte auch die Chefredaktion der baptistischen Wochenzeitschrift Der Wahrheitszeuge. Ehrenamtlich verwaltete er die Finanzen des deutschen Baptistenbundes und engagierte sich bis 1899 gleichzeitig als Vorsitzender der Schulkommission des Predigerseminars der deutschen Baptisten.

## Wirkungen

Deckblatt des Singvögeleins (Ausgabe 1914)

Philipp Bickel hat mit der Herausgabe des Kinderliederbuchs Singvögelein über viele Generationen hinweg großen Einfluss auf die deutsche Sonntagsschularbeit gehabt. Zuerst erschien dieses Liederbuch 1867 in Cincinnati für die deutschsprachige Sonntagsschularbeit in den USA. 1874 arbeitete er es auf die Verhältnisse in Deutschland um. Es erschien in über 500.000 Exemplaren und beeinflusste insgesamt über 100 Jahre den freikirchlichen Kindergottesdienst im Sinne einer erwecklich-fröhlichen Frömmigkeit. Das Singvögelein, das neu aufgelegt wurde, enthält auch zahlreiche Liedtexte aus Bickels Feder; u. a.: Jesus liebt mich ganz gewiss; Ich wäre gern wie Jesus; Reicht euch die Hände, die Stunden zerrinnen.